# Sjipilovskaja
Sjipilovskaja (Russisch: Шипиловская) is een station aan de Ljoeblinsko-Dmitrovskaja-lijn van de Moskouse metro. Het is een van de drie stations van de lijn die ten zuiden van de Moskva liggen. Dit baanvak werd op 2 december 2011 geopend voor reizigersverkeer. Het station en de straat waar het aan ligt zijn genoemd naar het zestiende-eeuwse dorp Sjipilovo dat vroeger in dit gebied lag op ongeveer 2 kilometer vanaf het huidige station, totdat in 1966 de hoogbouw begon. 

## Geschiedenis
De plannen voor de lijn werden gemaakt in de loop van de jaren 80 van de twintigste eeuw. De uitwerking volgde tegen de achtergrond van een beschouwing van ingenieur Bordoekov van het Sovjetbouwbureau Gosstroi over de knelpunten van het Moskouse concept van een ringlijn gecombineerd met lijnen door de binnenstad dat eind 1984 verscheen. Het ontwerp werd aangepast zodat ook overstappen buiten het centrum mogelijk zou zijn teneinde met name de Koltsevaja-lijn te ontlasten. De lijn zou eerst geheel op de linkeroever van de Moskav lopen, maar ten behoeve van een overstap in het zuiden van de stad werd de lijn verlengd met drie stations op de rechteroever. In de twintigste eeuw werd de naam Borisovo gebruikt voor het station. In 1993 begonnen de bouwwerkzaamheden bij huis 23/56 langs de oostzijde van de Moesa Djalilistraat. In 1996 was een kuil van 100m lang gereed en het station zou in 2000 worden geopend. De werkzaamheden op het omheinde terrein werden voortgezet tot september 1998 toen om financiële redenen de bouw werd stopgezet. Gedurende 1999 en 2000 werd de bouwplaats ontruimd en apparatuur afgevoerd. In 2004 werd de tunnelboormachine (TBM) die een van de tunnels uit Zjablikovo had geboord uit de bouwput gehesen en daarna vervoerd naar Tasjkent voor de metrobouw aldaar. De andere TBM had 40 meter geboord en werd ondergronds achtergelaten. Omdat de  bouwput nauwelijks was afgedicht liep ze vol met water en begin 2005 was er drijfzand gevormd en was het terrein deels overwoekerd. Het loonde niet meer de moeite om de put te behouden en in het najaar van 2008 werd de bouwput gedempt. Tegelijkertijd werd een nieuwe bouwput vlak naast de oorspronkelijke gegraven. De achtergebleven TBM was inmiddels verroest maar toch weer bruikbaar gemaakt en in 2009 werd de betreffende tunnel alsnog afgebouwd. De bouw werd in 2009 hervat en in 2010 was de bouw weer in volle gang. Op 3 juli 2010 werd de Sjipilovskajastraat afgesloten in verband met de bouw van de noordelijke verdeelhal. In augustus 2011 was de straat weer hersteld en in november werd het bovengrondse verkeer hervat. Op 2 december 2011 werd het station geopend zonder de zuidelijke verdeelhal. Deze werd pas op 15 december 2011 geopend nadat daar de roltrappen tussen perron en verdeelhal waren voltooid.

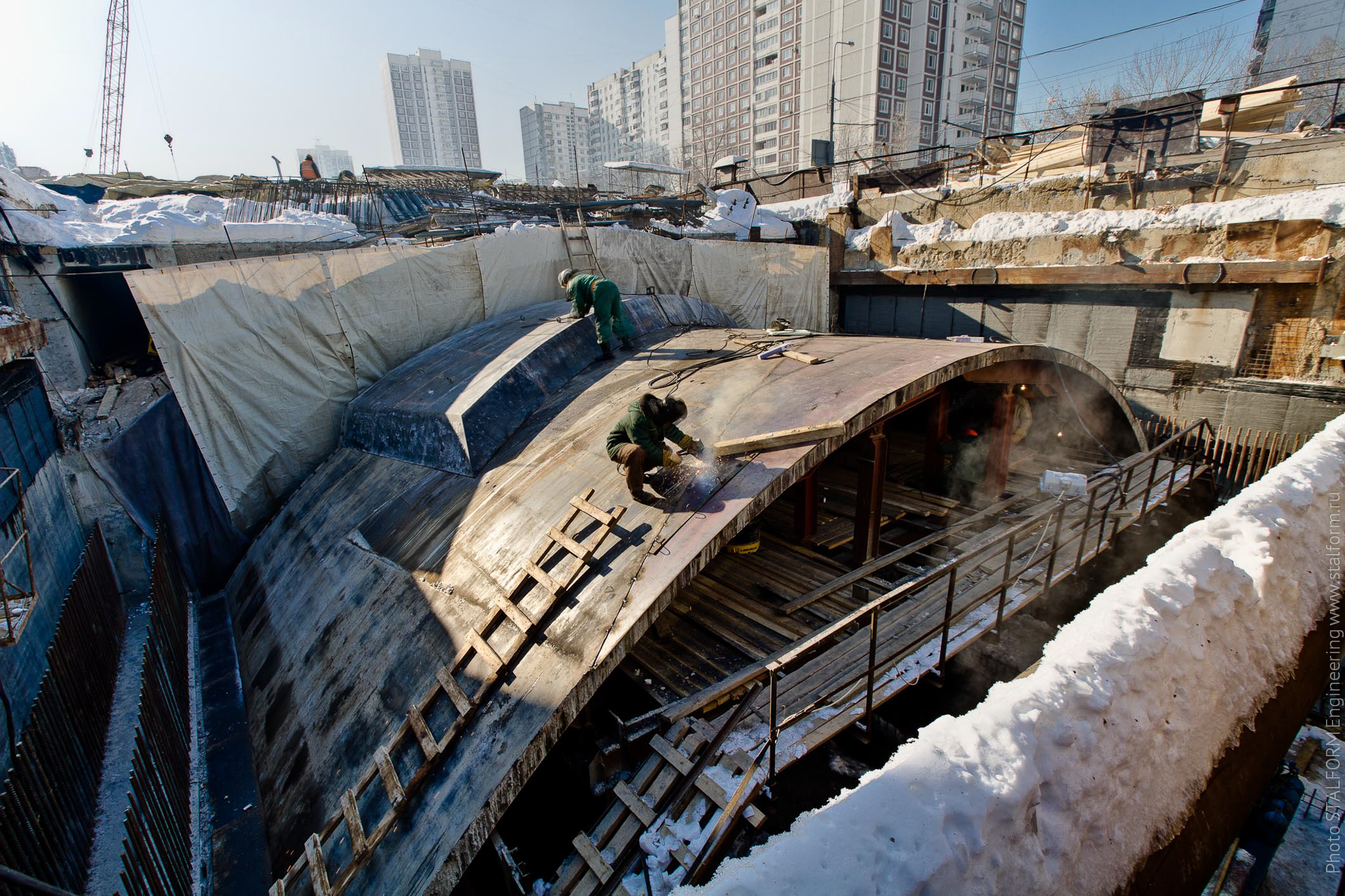
De bekisting op de zelfrijdende bekistingsmachine in maart 2011
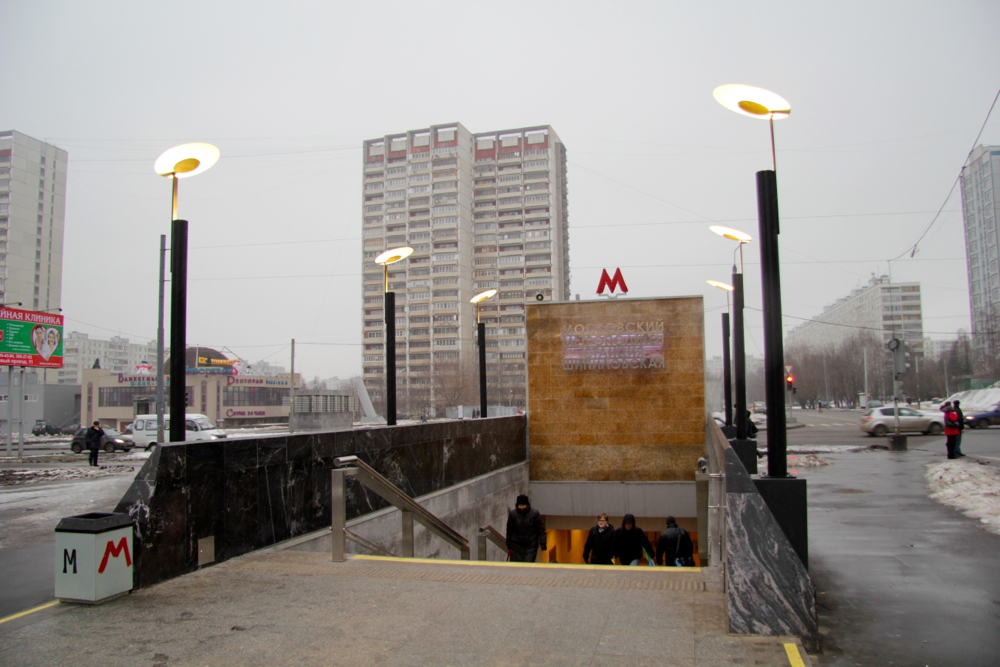
De noordelijke ingang
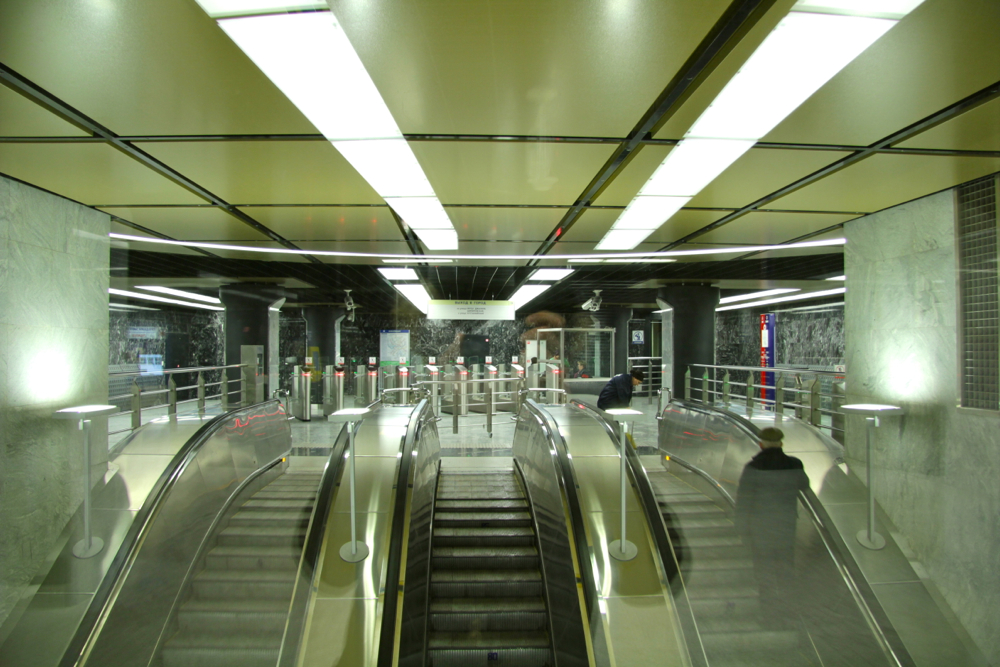
De zuidelijke verdeelhal met de roltrappen naar het perron

## Ontwerp en afwerking
Het station is een enkelgewelfdstation dat is gebouwd volgens de openbouwputmethode. Het station werd in 2008 ontworpen door architectenbureau metrogiprotrans onder leiding van N. Sjoemakov. Hierbij werd voor de drie stations ten zuiden van de Moskva hetzelfde concept gekozen met een enkelgewelf. Het gewelf en de inrichting verschillen echter per station, waarbij de driehoekige uitsparingen in het gewelf kenmerkend zijn voor Sjipilovskaja. De hoofdaannemer was OJSC Transinzjstroi, terwijl SMU3 Metrostroi het gieten van het beton voor haar rekening nam. De tunnelwanden en het perron werden gegoten met behulp van een inklapbare bekisting van aluminium. Het gewelf met de diepe driehoekige uitsparingen was een ingewikkelde klus, en het gewelf werd dan ook extra versterkt. In totaal is er meer dan 5000 kubieke meter beton en 750 ton wapenigsstaal verwerkt. Het gewelf is ter plaatste gegoten met een mobielbekistingssysteem dat is ontwikkeld door het Russische bekistingsbedrijf STALFORM. De machine bestaat uit een platform met mechanieken voor het heffen en verplaatsen van de bekisting aan de bovenzijde. Het beton wordt boven op de bekisting gestort. Als een segment is uitgehard wordt de bekistingsmachine naar een volgend segment verplaatst en wordt de cyclus herhaald tot het gewelf compleet is. De verplaatsing naar een volgend segment kost ongeveer 1,5 uur. Het station ligt midden in de wijk Zjablikovo bij het kruispunt van de Sjipilovskajastraat en de Moesa Djalilistraat. De noordelijke verdeelhal bij het kruispunt is verbonden met een voetgangerstunnel die toegangen heeft op de beide noordelijke hoeken van het kruispunt. De zuidelijke verdeelhal is verbonden met een voetgangerstunnel onder de Moesa Djalilistraat met uitgangen aan weerszijden, een aan de westkant en twee aan de oostkant. De zuidelijke verdeelhal is met roltrappen verbonden met het eiland perron. Daarnaast zijn er liften voor rolstoelgebruikers bij de zuidelijke verdeelhal.

## Reizigersverkeer
Reizigers richting het centrum kunnen op oneven dagen vanaf 5:42 uur de metro nemen, op even dagen is dit 9 minuten later. In zuidelijke richting vertrekt de eerste metro om 5:54 uur op oneven dagen. Op even dagen door de week is dit om 6:02 uur en in het weekeinde pas om 6:05 uur.